# Lilla Vaggetjärnen
Lilla Vaggetjärnen är en sjö i Bollebygds kommun i Västergötland och ingår i Göta älvs huvudavrinningsområde.